# Хизер, Питер
Питер Хизер (англ. Peter Heather; р. 8 июня 1960) — историк поздней античности и раннего средневековья, ныне профессор средневековой истории в Королевском колледже Лондона. Был сотрудником Университетского колледжа Лондона и Йельского университета. Являлся научным сотрудником и преподавателем средневековой истории в Вустер-колледже, Оксфорд до декабря 2007 года. Перешёл на работу на исторический факультет Королевского колледжа в Лондоне в январе 2008 года. Хизер родился в Северной Ирландии в 1960 году; получил образование в гимназии Мейдстон и Новом колледже Оксфорда (MA, PhD).
На протяжении нескольких десятилетий считается одним из главных мировых авторитетов по варварским царствам, в особенности готским, и падению западного Рима.

## Избранные публикации
- Peter Heather, The Goths and the Balkans, A.D. 350—500 (University of Oxford DPhil thesis 1987)
- Peter Heather and John Matthews, The Goths in the Fourth Century (Liverpool: Liverpool University Press, 1991)
- Peter Heather, Goths and Romans 332—489 (Oxford: Clarendon Press, 1991)
- Peter Heather, 'The Huns and the End of the Roman Empire in Western Europe', English Historical Review[англ.] cx (1995), pp. 4—41
- Peter Heather, The Goths (Oxford: Blackwell Publishing, 1996)
- Peter Heather, ed., The Visigoths from the Migration Period to the Seventh Century : an ethnographic perspective (Woodbridge: Boydell[англ.], 1999)
- Peter Heather, 'The Late Roman Art of Client Management : Imperial Defence in the Fourth Century West' in Walter Pohl, Ian Wood[англ.], and Helmut Reimitz, eds., The Transformation of Frontiers : From Late Antiquity to the Carolingians (Leiden; Boston: BRILL, 2001), pp. 15—68
- Peter Heather, 'State, Lordship and Community in the West (c. AD 400—600)' in Averil Cameron, Bryan Ward-Perkins, and Michael Whitby[англ.], eds., The Cambridge Ancient History, Volume xiv, Late Antiquity: Empire and Successors, A.D. 425—600 (Cambridge: Cambridge University Press, 2000), pp. 437—468
- Peter Heather, The Fall of the Roman Empire : a New History of Rome and the Barbarians (Oxford: Oxford University Press, 2005).
  - В русском переводе: Хизер Питер. Падение Римской империи = The Fall of the Roman Empire : a New History of Rome and the Barbarians / перевод А. В. Короленкова. — М.: АСТ, 2011. — 800 с. — (Историческая библиотека). — 4000 экз. — ISBN 978-5-17-113131-9.
- Peter Heather, Empires and Barbarians : Migration, Development and the Birth of Europe (London: Macmillan, 2009)
  - В русском переводе: Хизер Питер. Великие завоевания варваров. Падение Рима и рождение Европы = Empires and Barbarians : Migration, Development and the Birth of Europe. — М.: Центрполиграф, 2016. — 830 с. — (Memorialis). — 3000 экз. — ISBN 978-5-277-07058-6.
- Peter Heather, The Restoration of Rome : Barbarian Popes and Imperial Pretenders (London ; New York : Oxford University Press/Pan Macmillan[англ.], 2013)
  - В русском переводе: Хизер Питер. Возрождение Римской империи. Великие властители и реформаторы Церкви = The Restoration of Rome : Barbarian Popes and Imperial Pretenders. — М.: ЗАО «Центрполиграф». — 575 с. — (Всемирная история). — ISBN 978-5-277-08448-4.
- Peter Heather, Rome Resurgent : War and Empire in the Age of Justinian (London ; New York : Oxford University Press, 2018).